# Zbigniew Bochniarz
Zbigniew Bochniarz (ur. 2 lipca 1945 w Fajsławicach) – polski ekonomista.

## Życiorys
Ukończył Szkołę Główną Planowania i Statystyki w Warszawie, gdzie również obronił pracę  doktorską. W latach 1968–1985 wykładał gospodarkę planową na tej samej uczelni. Od stycznia 1986 roku pracował jako profesor wizytujący na University of Minnesota, współtworzył Center for Nations in Transition w Humphrey Institute – międzynarodowy ośrodek specjalizujący się w projektowaniu i wdrażaniu pomocy zagranicznej dla Europy Środkowo-Wschodniej.
Był doradcą Programu Narodów Zjednoczonych ds. Rozwoju (UNDP) dla Wschodniej Europy. Jest członkiem Rady Programowej Fundacji Ekonomistów Środowiska i Zasobów Naturalnych w Białymstoku. Jest członkiem założycielem fundacji Partnerstwo dla Środowiska w Krakowie.
Z Andrzejem Kassenbergiem za środki przekazane przez Rockefeller Brothers Fund. założył Fundację Instytut na rzecz Ekorozwoju.
W 2000 roku otrzymał z rąk Aleksandra Kwaśniewskiego Krzyż Oficerski Orderu Zasługi Rzeczypospolitej Polskiej.

## Życie prywatne
Jest mężem Henryki Bochniarz. Ma dwoje dzieci.